# Juan Valdez

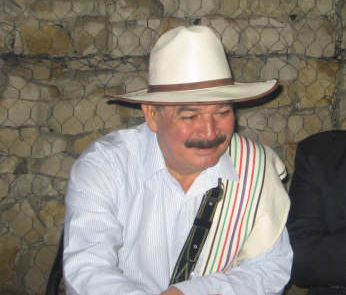
Carlos Sánchez, el "vell" Juan Valdez

Juan Valdez és un personatge de ficció que ha aparegut en anuncis de la Federació Nacional de Productors de Cafè de Colòmbia des de 1958, representant un granger de cafè colombià. Els anuncis van ser dissenyats per l'agència de publicitat Doyle Dane Bernbach, amb l'objectiu de distingir el cafè colombià100% del cafè barrejat amb grans d'altres països. Normalment apareix amb la seva mula Conchita, portant sacs de grans de cafè. Ha esdevingut una icona per a Colòmbia i per al cafè en general, i l'aspecte icònic de Juan Valdez és freqüentment imitat o parodiat a la televisió i altres mitjans de comunicació.
El personatge Juan Valdez s'utilitza com a marca d'ingredients, per denominar específicament grans de cafè que només es cultiven i es cullen a Colòmbia. Una part de la campanya publicitària inclou convèncer els consumidors que hi ha beneficis específics dels grans de cafè cultivats i collits colombians, "com ara que els components del sòl, l'altitud, les varietats i els mètodes de recol·lecció creen bon sabor". La Federació Nacional de Productors de Cafè de Colòmbia és propietat i controlada íntegrament pels productors de cafè colombians (cafeteros) que sumen més de 500.000 persones.

## Història
Juan Valdez és una creació nord-americana dissenyada pel fundador publicitari de DDB William Bernbach el 1958, per promoure el cafè als Estats Units. Juan Valdez va ser retratat inicialment per un actor cubà, José F. Duval, tant en anuncis impresos com en televisió fins al 1969. José Duval va morir el 1993 als 72 anys.
Juan Valdez havia estat encarnat per Carlos Sánchez des del 1969 i ho va fer per Norman Rose. Sánchez va interpretar Valdez en una breu seqüència a la pel·lícula de Bruce Almighty del 2003. El 2006, Sánchez va anunciar el seu retir, i Carlos Castañeda, un conreador de la ciutat de Andes, Antioquia, es va seleccionar per la Federació Nacional de Cafeters de Colòmbia com la nova cara de Juan Valdez.

## Marca
Hi havia 238 cafeteries Juan Valdez el 2013, 135 a Colòmbia i 35 botigues d'altres països. El cafè de la marca Juan Valdez està disponible al Paraguai, Xile, Costa Rica, Aruba, Equador, El Salvador, Panamà, Espanya, Kuwait i Estats Units als supermercats i cafeteries Juan Valdez.

## Polèmiques
El nom "Juan Valdez" no és en cap cas únic, ja que tant Juan com Valdez són noms comuns en llengua espanyola i hi ha possiblement milers d'homes amb aquest nom actualment vius (tot i que el nom Valdez gairebé no es coneix a les regions de cultiu de cafè de Colòmbia). Això va ser un fet destacat en una demanda del 2006 sobre la frase " Juan Valdez beu cafè costarricense ".
La Federació Nacional de Productors de Cafè de Colòmbia va demandar al dibuixant Mike Peters, creador de Mother Goose & Grimm, per un dibuix animat parlant sobre Juan Valdez i el cafè colombià el gener del 2009. En una sèrie setmanal es va burlar de diversos productes comercials, va fer referència a la violència a Colòmbia, quan un personatge va dir: "Sabeu, hi ha un gran sindicat criminal a Colòmbia. Quan diuen que hi ha una mica de Juan Valdez en totes les llaunes, potser no fan conya". La demanda es va desestimar després que el senyor Peters es disculpés públicament.